# Буада (округ)
Бу́ада (наур. Buada) — один із гау (округів) Республіки Науру. Розташований у південно-західній частині острова. Площа становить 2,66 км², населення 714 осіб станом на 2005 рік. Є єдиним округом Науру, що немає виходу до океану. Географічні координати: 0°32′ пд. ш. 166°55′ сх. д. / 0.533° пд. ш. 166.917° сх. д..
В окрузі розташоване озеро Буада.

## Галерея

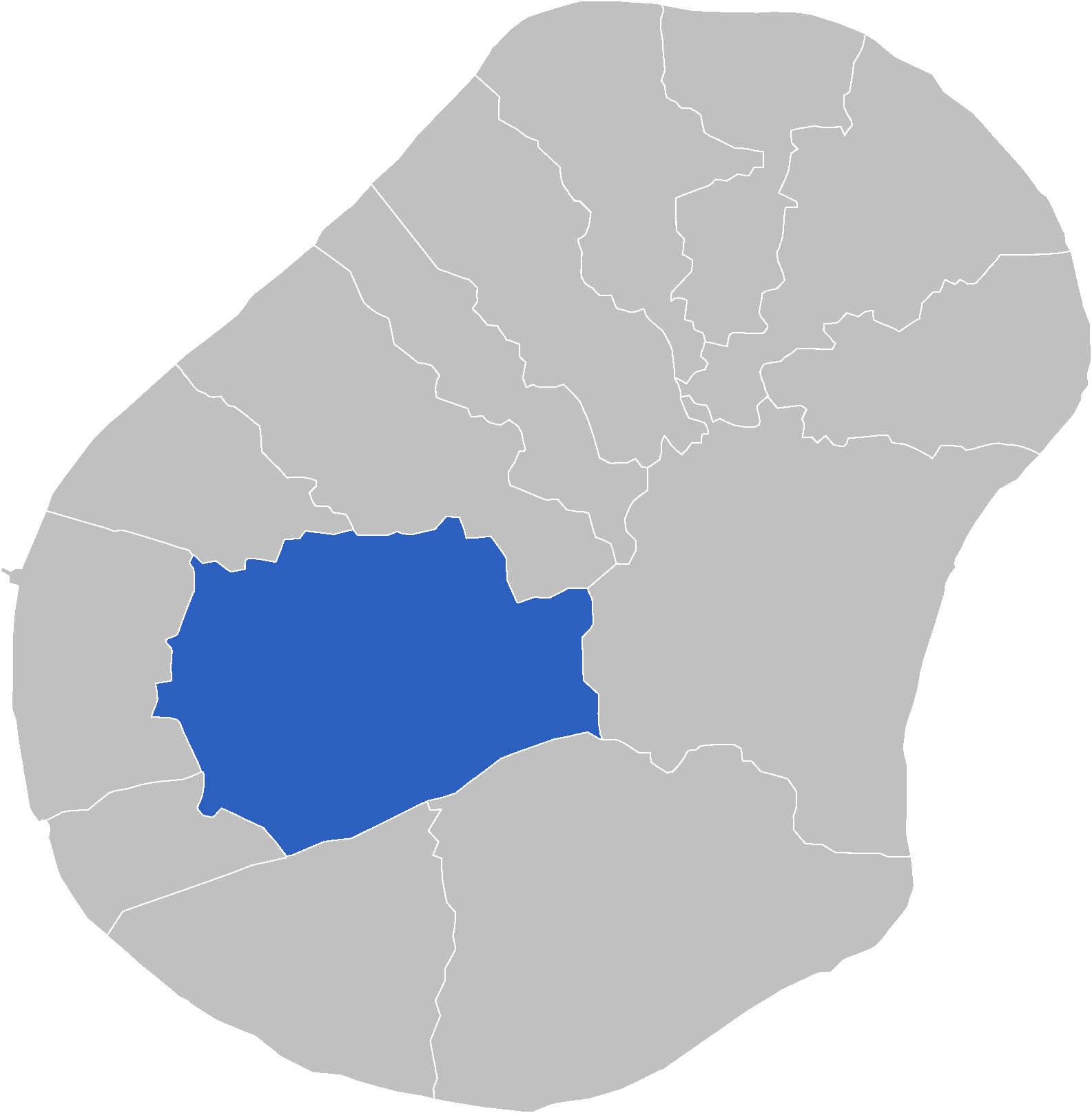
Місцезнаходження в Науру
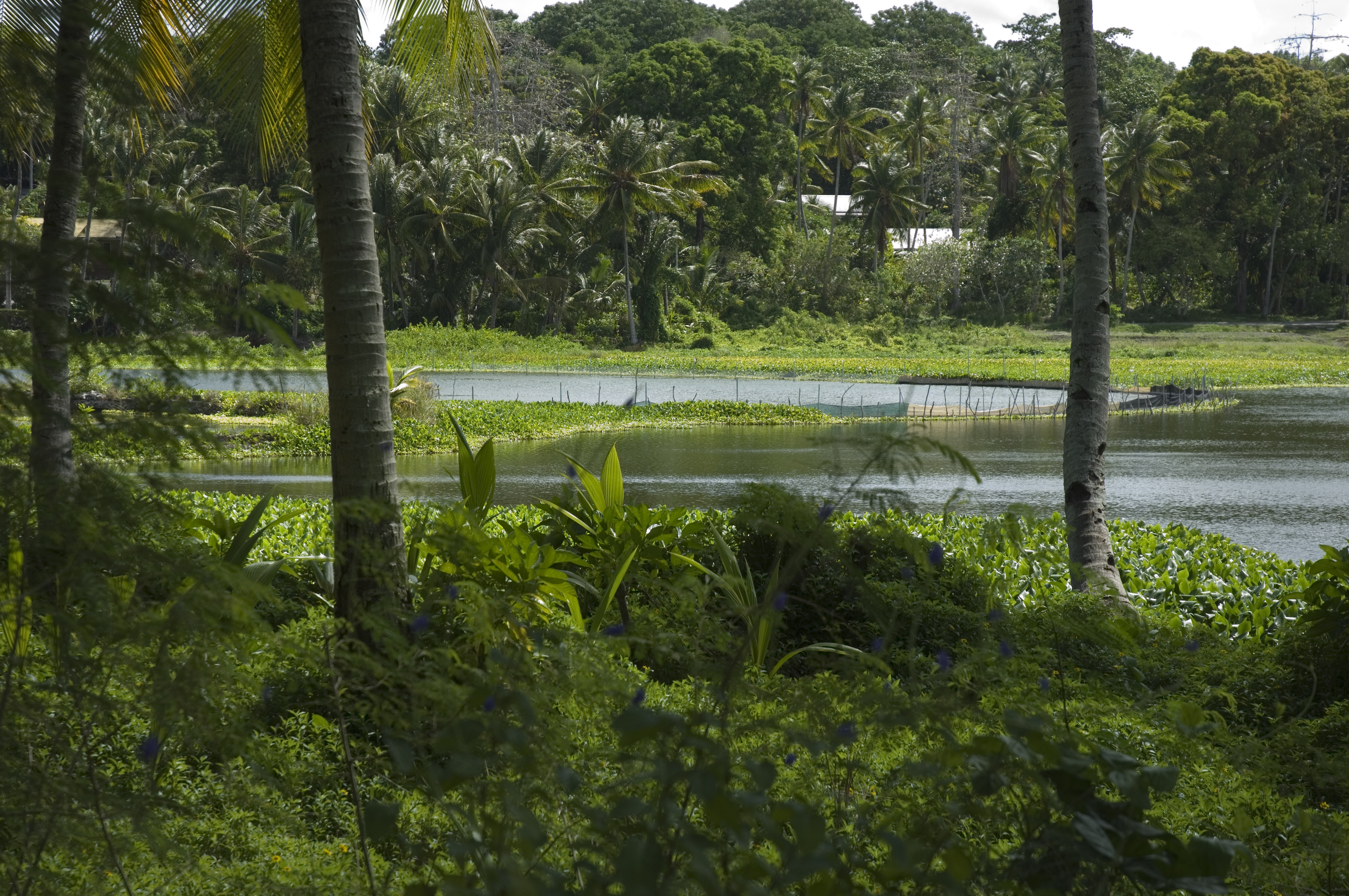
Озеро Буада